# Loezjnikiramp
De Loezjnikiramp is een stadionramp in Moskou tijdens de UEFA-cup wedstrijd tussen Spartak Moskou en HFC Haarlem op 20 oktober 1982. Officieel kwamen 66 mensen om door verdrukking.

## De ramp
Het was koud, winderig en het sneeuwde op 20 oktober 1982. Voor de wedstrijd tegen HFC Haarlem waren daarom maar weinig kaartjes verkocht. Alleen de oostzijde van het Leninstadion (tegenwoordig bekend als Loezjnikistadion) was daarom geopend, en er was slechts één ingang geopend vanwege veiligheidsredenen. Tijdens de wedstrijd kwam Spartak Moskou op voorsprong, vlak voor het eindsignaal stond het nog steeds 1-0. De toeschouwers begonnen het stadion vijf minuten voor tijd al te verlaten. In de blessuretijd scoorde Spartak echter de 2-0. De supporters die onderweg naar de uitgang waren, hoorden het gejuich van de tribunes en probeerden terug te keren. Door een combinatie van verdrukking, besneeuwde en ijzige, spekgladde tribunes en een verergerend optreden van de veiligheidspolitie kwamen minimaal 66 mensen om het leven. Onofficiële bronnen spreken van een veel hoger dodenaantal, waarbij schattingen zelfs uitkomen op 340 dodelijke slachtoffers. Dat zou deze ramp tot veruit de ergste maken in de voetbalgeschiedenis.
De destijds zestienjarige tennisser Andrej Tsjesnokov, die het later zou schoppen tot de top tien van beste tennissers ter wereld, was een van de ooggetuigen. 

Tegen het einde, toen de 2-0 viel, ging het mis. Op de gladde trappen kwam het tot valpartijen, waarbij iedereen over elkaar heen viel. Je kreeg een soort domino-effect. Je kon geen kant meer op, de stalen leuningen verwrongen onder het gewicht van de massa. De mensen werden gewoon doodgedrukt. Zelf kwam ik ook in de verdrukking, door op een gegeven moment van de trap te springen, schuin naar beneden, kon ik mezelf in veiligheid brengen. Tussen rijen van lichamen door, was er een kleine uitweg. Velen waren dood, sommigen staken hun handen uit om gered te worden, maar ze zaten met hun lichaam vast in de kluwen van mensen. Ze klampten zich vast aan m’n benen, maar je kon ze er niet uittrekken. Eén jongen heb ik los weten te krijgen, die heb ik naar een ambulance gebracht. Maar ze konden niks meer voor hem doen, hij was dood. Beneden heb ik rijen lijken zien liggen. Naast elkaar, zeker een tennisveld lang. Ik alleen al heb die avond zeker honderd doden gezien. Dus het moeten er veel meer zijn dan 66. (bron: Sportweek)

## De nasleep
Midden in de Koude Oorlog was de Sovjet-Unie heel terughoudend aangaande publicaties over deze ramp in de media. De krant Vechernyaya Moskva berichtte de volgende dag over de ramp: Gisteren in Loezjniki na de voetbalwedstrijd heeft zich er een incident voorgedaan. Onder de toeschouwers waren enkele gewonden. Pas na dertien dagen werden de lichamen vrijgegeven voor de begrafenis. Op 8 februari 1983 was er een rechtszaak waarbij Joeri Pantsjichin, de opzichter van het stadion die toen twee en een halve maand in functie was, veroordeeld werd tot achttien maanden strafkamp. Drie anderen werden ook veroordeeld maar kregen gratie.
De autoriteiten verboden wedstrijden in het Loezjniki eind oktober, om te voorkomen dat nabestaanden bloemen zouden neerleggen. Pas in 1989 publiceerde Sovetski Sport een uitgebreid verhaal over de gebeurtenissen.

## Benefietwedstrijd
Vijfentwintig jaar later was er nog steeds veel onduidelijk over de ramp. Enkele fans van HFC Haarlem, de broers Edwin en Michael Struis, namen het initiatief om een benefietwedstrijd te spelen tussen de voormalige elftallen van HFC Haarlem en Spartak Moskou. De spelers en supporters van HFC Haarlem hebben destijds niets gemerkt van de ramp, en hoorden pas zeven jaar later wat er zich afgespeeld had. Op 20 oktober 2007 is de herdenkingswedstrijd gespeeld waarin onder anderen oud-spelers Edward Metgod, Martin Haar en Piet Keur aantraden tegen een selectie van oud-spelers van Spartak Moskou. Deze wedstrijd eindigde in 2-2. Voor het duel was er een herdenkingsceremonie bij het monument voor de slachtoffers. Ook de toenmalige bondscoach van Rusland Guus Hiddink en de toentertijd in Rusland werkende trainer Dick Advocaat waren betrokken bij de herdenking.